# Constituição de Palau
A Constituição de Palau, cujo nome oficial do documento é Constituição da República de Palau, foi adotada pela Convenção Constitucional de Palau, realizada de 28 de janeiro a 2 de abril de 1979, ratificada no Terceiro Referendo Constitucional de 9 de julho de 1980 e entrou em vigor em 1º de janeiro de 1981. A Segunda Convenção Constitucional, realizada em 2005, certifica as alterações propostas à Constituição da República de Palau que foram devidamente aprovadas por maioria de votos dos Delegados em 15 de julho de 2005.